# Gary Peters (politikus)
Gary Peters (Pontiac, 1958. december 1. –) az Amerikai Egyesült Államok Michigan államának szenátora.